# Вишній Грушов
Вишній Грушов, або Вишній Грушів, Вишни Грушов (словац. Vyšný Hrušov) — село в Словаччині, Гуменському окрузі Пряшівського краю. Розташоване в північно-східній частині Словаччини на південних схилах Низьких Бескидів в долині Удави.
Уперше згадується у 1543 році.
У селі є римо-католицький костел з 1778 року в стилі бароко — класицизму.

## Населення
| Рік:            | 1993 | 2003    | 2013    | 2023    |
| --------------- | ---- | ------- | ------- | ------- |
| Кількість осіб: | 455  | 462     | 485     | 465     |
| Різниця:        |      | +1,53 % | +4,97 % | -4,12 % |

| Рік:            | 2022 | 2023    |
| --------------- | ---- | ------- |
| Кількість осіб: | 471  | 465     |
| Різниця:        |      | -1,27 % |

У селі проживало 479 осіб (31.12.2011).
Національний склад населення (за даними останнього перепису населення — 2001 року):
- словаки — 94,64 %,
- цигани — 3,22 %,
- русини — 0,86 %,
- чехи — 0,64 %,
- українці — 0,21 %.

Склад населення за приналежністю до релігії станом на 2001 рік:
- римо-католики — 92,92 %,
- греко-католики — 6,22 %,
- православні — 0,43 %,
- протестанти — 0,21 %,
- не вважають себе вірянами або не належать до жодної вищезгаданої конфесії — 0,21 %.